# (2715) Mielikki
(2715) Mielikki – planetoida z pasa głównego asteroid okrążająca Słońce w ciągu 4 lat i 193 dni w średniej odległości 2,74 j.a. Została odkryta 22 października 1938 roku w obserwatorium w Turku przez Yrjö Väisälä. Nazwa planetoidy pochodzi od Mielikki, bogini lasów, żony Tapio, w mitologii fińskiej. Przed nadaniem nazwy planetoida nosiła oznaczenie tymczasowe (2715) 1938 US.